# Mošonská župa

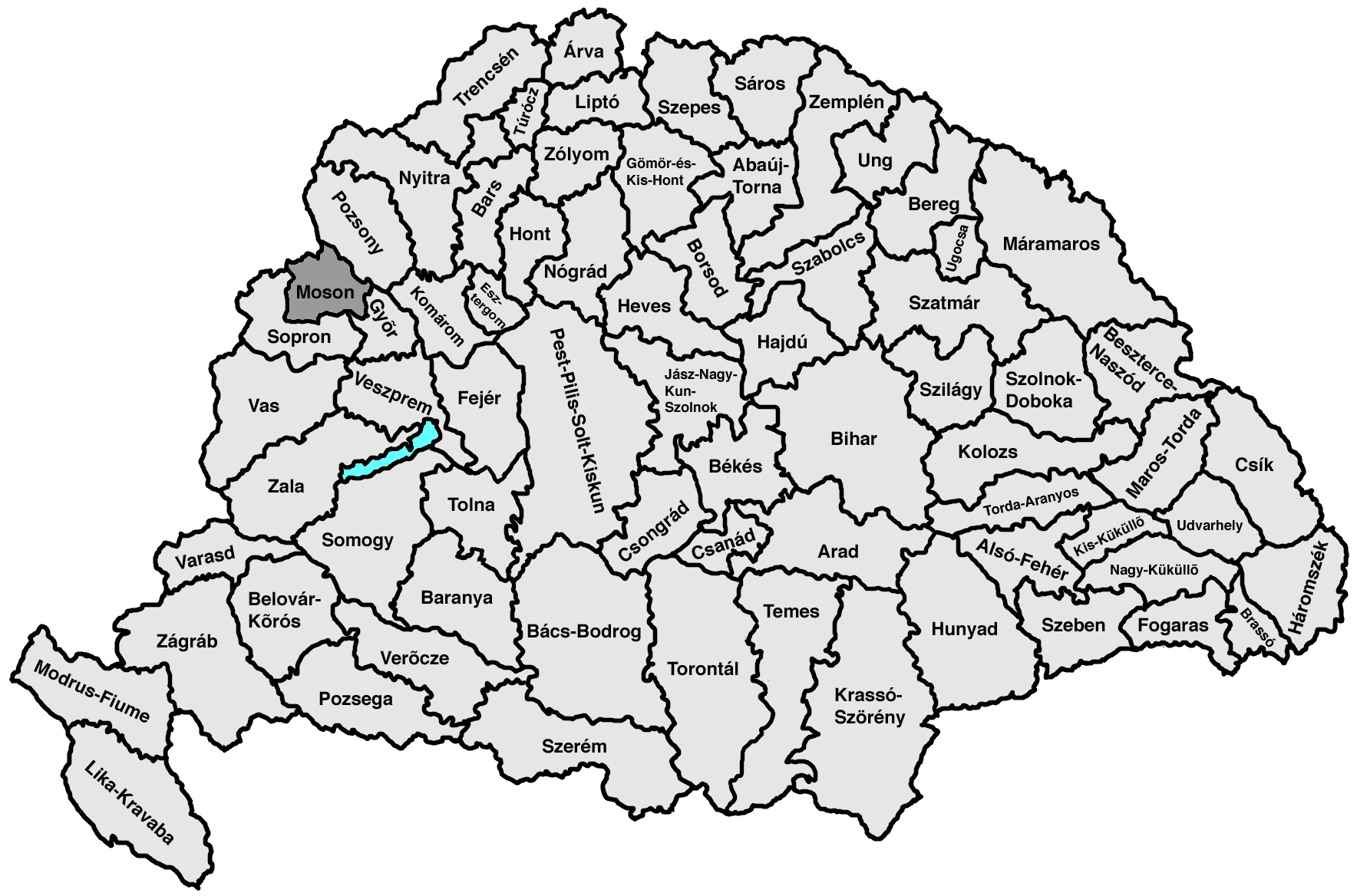
Župa Moson na mapě bývalého Uherska

Mošonská župa (zkráceně Mošoň, maďarsky Moson vármegye [mošon vármedě], slovensky Mošoňská župa, německy Wieselburg, latinsky Comitatus Mosoniensis, chorvatsky Mošonjska županija) byla župa v bývalém Uhersku. V současnosti je území rozděleno mezi Maďarsko (východní část, přibližně okres Mosonmagyaróvár v župě Győr-Moson-Sopron), Rakousko (západní část, okres Neusiedl am See v Burgenlandu) a Slovensko (severní okraj, několik vesnic na jižním předměstí Bratislavy).
Župa se nazývá podle města a někdejšího střediska Moson, posléze bylo sídlo správy umístěno v sousedním městě Magyaróvár (Uherské Staré Hrady). Obě města byla roku 1939 sloučena do jednotného města Mosonmagyaróvár.
Podle sčítání obyvatel z roku 1910 žilo v župě 94 479 obyvatel, z čehož 55,04 % obyvatelstva (51 997 obyvatel) byli Němci, 34,93 % (33 006 obyvatel) Maďaři, 8,6 % (8 123 obyvatel) Chorvati a 1,43 % (1 353 obyvatel) jiné národnosti. Rozloha župy byla 2 013 km², v rámci Uherska patřila k těm menším. Dělila se na tři okresy: Okres Magyaróvár se střediskem v Magyaróváru, okres Nezsider se střediskem v Nezsideru (dnes Neusiedl am See) a okres Rajka se střediskem v Rajce.
Na severovýchodě sousedila župa Moson s Prešpurskou župou (Pozsony), na jihovýchodě s Rábskou župou (Győr), na jihozápadě se Šoproňskou župou a na severozápadě s Dolním Rakouskem.